# 特許・実用新案審査基準
特許・実用新案審査基準（とっきょ・じつようしんあんしんさきじゅん）は、日本国特許庁の審査官による特許出願の審査および実用新案の技術評価が一定の基準に従って公平妥当かつ効率的に行われるように、特許法等の関連する法律の適用についての日本国特許庁の基本的な考え方をまとめた文書である。日本国特許庁のホームページで無料で公開されるとともに、その印刷物が発明協会から発売されている。
『特許・実用新案審査基準』は、現在、日本国特許庁の特許審査第一部調整課審査基準室が過去の判例等を研究し、パブリックコメントの手続を経て改訂している。日本国特許庁の特許および実用新案の審査官は、『特許・実用新案審査基準』に沿った審査または技術評価をすることが求められるとされる。したがって、『特許・実用新案審査基準』は法令の行政解釈の一つといえる。

## 日本における審査基準の歴史
日本における特許及び実用新案の審査基準の歴史は古く、1891年（明治24年）には『審査ニ関スル標準』が定められたという記録がある。これらの標準やその後の審査基準は長い間非公開であったが、1958年（昭和33年）には初めて『審査基準』が公開されている。現在の『特許・実用新案審査基準』は従来の基準を全面改訂して2000年に作成されたもので、その後の法改正等に応じて改訂が重ねられている。

## 特許法および実用新案法に関する審査基準以外の文書
日本国特許庁は、特許法および実用新案法に関して、『特許・実用新案審査基準』のほかにも、『特許・実用新案審査ハンドブック』、『面接ガイドライン』、『方式審査便覧』、『審判便覧』、『平成16年改正法における審判実務の運用指針』などの文書を公開している。

## 海外特許庁の審査基準
日本以外でも、大半の特許庁が特許の審査基準を作成し公開している。アメリカ特許商標庁ではMPEP（Manual of Patent Examining Procedure）を1949年から、欧州特許庁では、審査のためのガイドライン（Guidelines for Examination in the European Patent Office）を欧州特許庁が誕生した1978年から公開している。